# لاهیج، زاغه‌تلا
لاهیج، زاغه‌تلا (به ترکی آذربایجانی: Lahıc) یک منطقهٔ مسکونی در جمهوری آذربایجان است که در شهرستان زاقاتالا واقع شده‌است. لاهیج ۱٬۹۵۴ نفر جمعیت دارد.